# 威斯敏斯特圣玛格丽特教堂
威斯敏斯特圣玛格丽特教堂（英語：St. Margaret's Church, Westminster Abbey）是英国圣公会教堂，位于国会广场西敏寺的场地，是英国下议院的教區教堂。紀念安提阿的聖玛格丽特。
该教堂由本笃会修士创建于12世纪，住在修院附近的居民可以在此较简陋的牧区教堂单独礼拜。该教堂重建于1486年到1523年，1614年成为西敏宫的牧区教堂，17世纪的清教徒，不满高度仪式化的西敏寺，选择在较“合适的”圣玛格丽特教堂礼拜。这一作法一直持续至今。
西北塔楼由约翰·詹姆斯重建于1734年至1738年，同时，整座建筑用波特兰石包裹。约翰·拉夫堡·皮尔逊为东部和西部都增加了门廊。1877年，乔治·吉尔伯特·斯科特爵士将教堂的内部被改建为目前的模样，但是都铎风格的许多特征依然存在。
东侧窗户为1509年的弗蘭德花窗玻璃，庆祝阿拉贡的凯瑟琳与亨利八世订婚。其他窗户纪念沃爾特·雷利以及诗人约翰·弥尔顿（本堂教友）。
温斯顿·丘吉尔在这座教堂举行婚礼。西敏宫、西敏寺和圣玛格丽特教堂一同被列为世界遗产。国会议员和上下议院工作人员可以在这座教堂结婚。

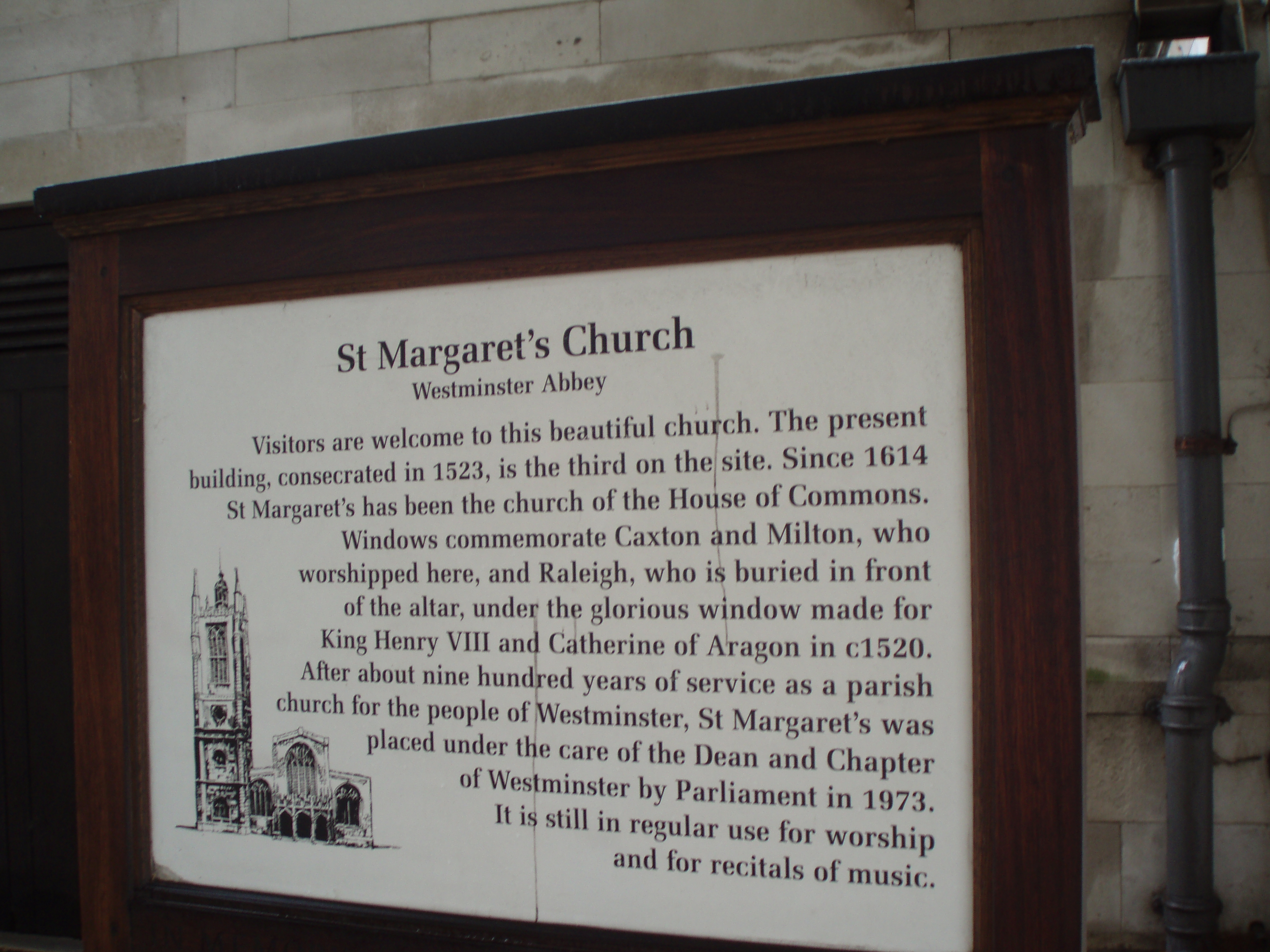
说明牌匾
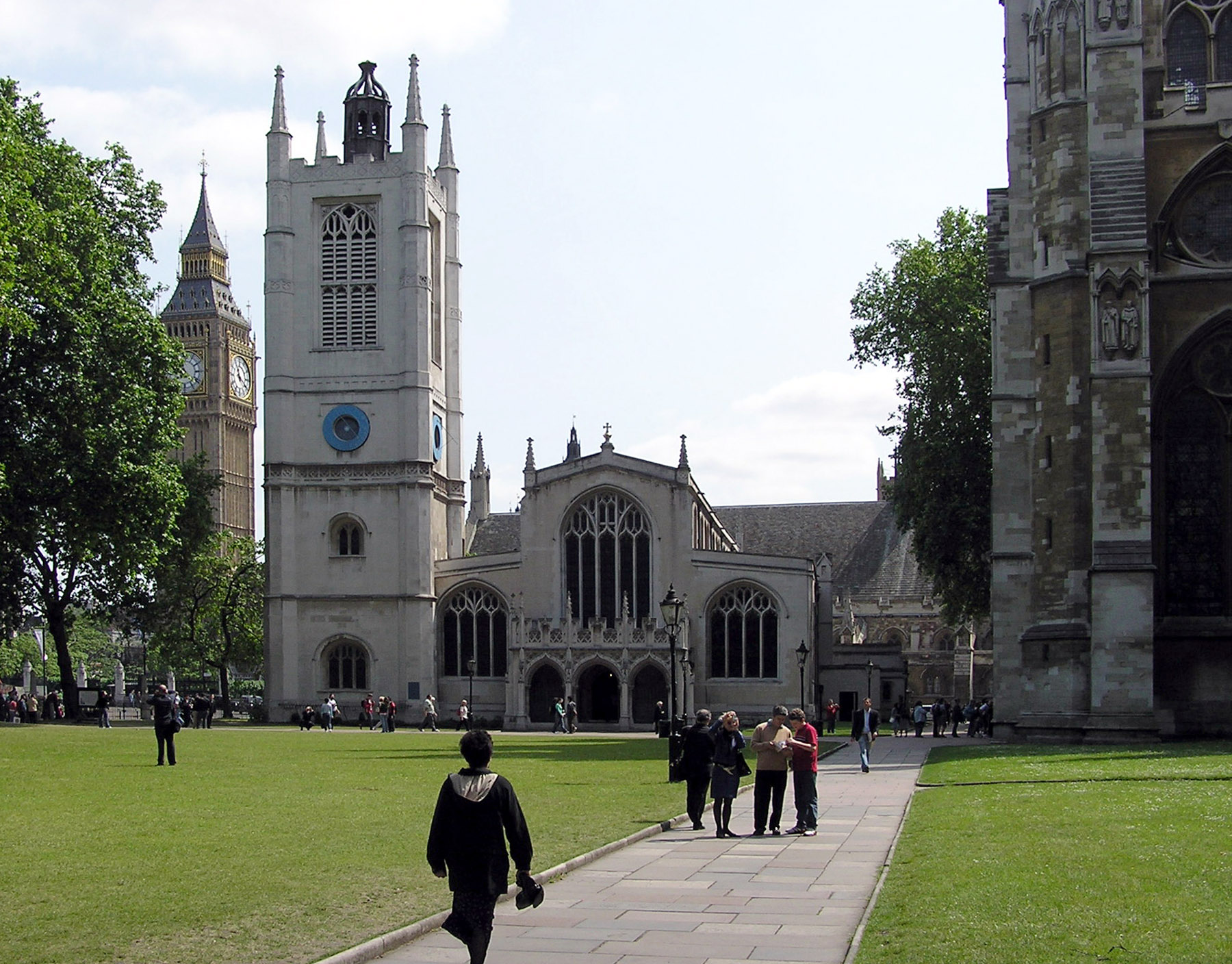
圣玛格丽特教堂。左边是西敏宫的大笨钟；右边是西敏寺
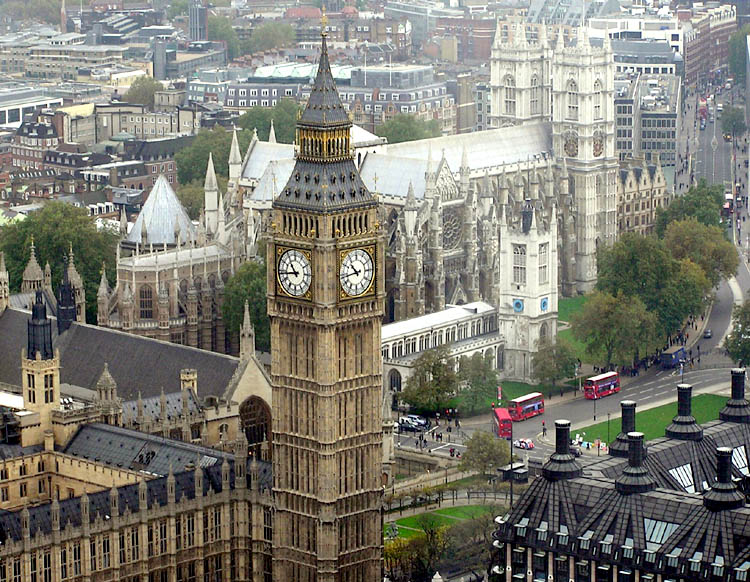
从伦敦眼摩天轮看圣玛格丽特教堂
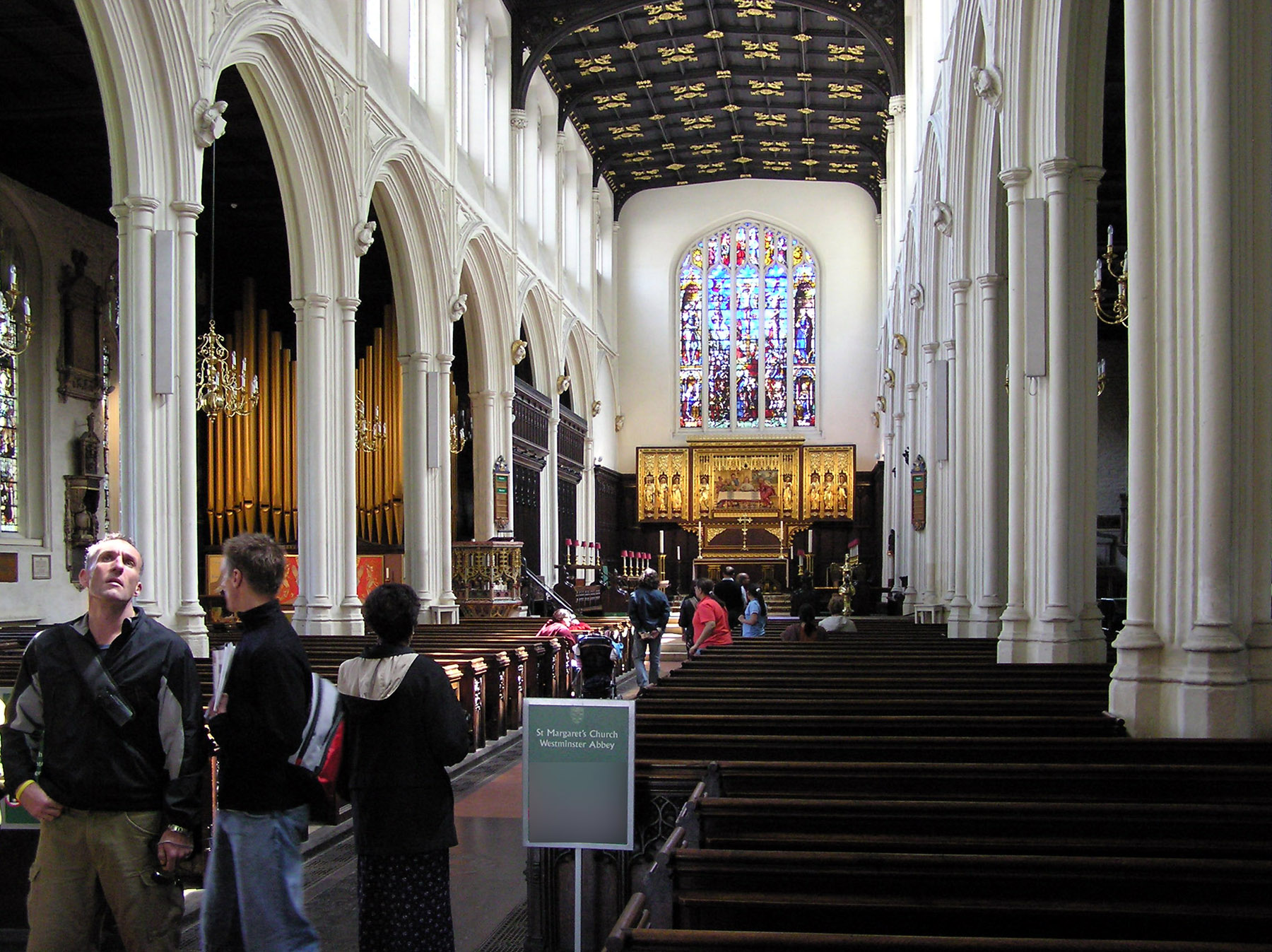
中殿